# Apiomeris martensi
Apiomeris martensi är en mångfotingart som först beskrevs av Karl Wilhelm Verhoeff 1910.  Apiomeris martensi ingår i släktet Apiomeris och familjen klotdubbelfotingar. Inga underarter finns listade i Catalogue of Life.